# Warp3D
A Warp3D egy a Haage & Partner szoftvercég által 1998-ban elindított projekt volt, mely szabványos programozói interfészt (API-t) volt hivatott biztosítani Amigán 3D grafikus hardverek eléréséhez és használatához.

## H&P fejlesztés
A fejlesztés C programozási nyelven történt Sam Jordan, Hans-Jörg Frieden és Hans De Ruiter révén. A szoftver végül 1998 decemberében jelent meg. A dizájn és a működés hasonló volt, egyfelől a Picasso96 grafikus kártya driverekhez, másfelől a 3dfx Glide API-jához. A Warp3D megjelenésekor jelentős sebességnövekedést jelentett a szoftveres renderelés terén, a Hyperion Entertainment OpenGL alrendszert fejlesztett MiniGL néven, mely a Warp3D-t felhasználva, az felett működött és lehetővé tette olyan játékok portolását, mint a Heretic II. Később azonban hasonló hardveren gyorsabbnak bizonyultak más API-k (pl. TinyGL MorphOS alatt).

## A-EON tulajdonszerzés
2014-ben bejelentették, hogy a Warp3D szoftver az A-EON Technology Ltd. tulajdonába került. 2015. április 1-jén az A-EON kiadta a Warp3D for RadeonHD (Southern Islands chipset) szoftvercsomagot.

## Warp3D Nova
2016 márciusában az A-EON bejelentette az új Warp3D Nova és egy efelett működő új OpenGL implementáció kifejlesztését AmigaOS 4-re, mely már támogatja a szoftveres árnyékolást (shader). Ez a funkció már az AmigaOS 4.0 eredeti dizájnjában is szerepelt a tervek között, mintegy évtizeddel korábban, de azóta sem valósult meg. A Nova inspirációt merített a korábbi tervekből és végül 2016. május 1-jén jelent meg az Enhancer Software package for AmigaOS 4 részeként.
NovaBridge néven egy a visszafelé kompatibilitást segítő szoftverréteget jelentett be Hans De Ruiter az AmiWest Amiga-specifikus show-n. Az AmigaOS 4.1 alá készülő driver támogatni fog minden korábbi és jelenlegi amigás 3D API-t. Warp3D, Warp3D Nova, MiniGL, OpenGL ES 2, GL4ES mind működni fog vele és a fejlesztőknek többé nem kell saját Warp3D drivert írniuk.

## Futtatási követelmények
A Warp3D a megfelelő működéséhez a következőket igényli, ebben a sorrendben:
- AmigaOS-kompatibilis rendszer, telepített és konfigurált CyberGraphX vagy Picasso96 grafikus alrendszerekkel, mely tartalmaz:
  - Legalább egy Motorola 68040 processzort FPU-val (AmigaOS 3.x)
  - PowerPC processzort (AmigaOS 4.x, WarpOS)
  - Valamelyiket a következő videókártyák közül:
    - CyberVision 3D
    - CyberVision PPC
    - BlizzardVision PPC[12]
    - Bármely 3dfx Voodoo kártya
    - ATI Radeon R100, R200 (Radeon 8500/9000/9200 kártyák)
    - ATI RadeonHD (RadeonHD 7000-es sorozatú kártyák)

Mindenképp 3D-képes hardver szükségeltetik hozzá, tehát nem működik pl. AGA, ECS vagy OCS chipsetekkel ellátott "sima" amigákon.

## Egyéb megvalósítások
Alain Thellier készítette a nyílt forráskódú Wazp3D klónt. A MorphOS operációs rendszer tartalmaz egy Warp3D implementációt Goa3D Graphics Library néven, melyet Nicolas Sallin fejlesztett.